# Yutu

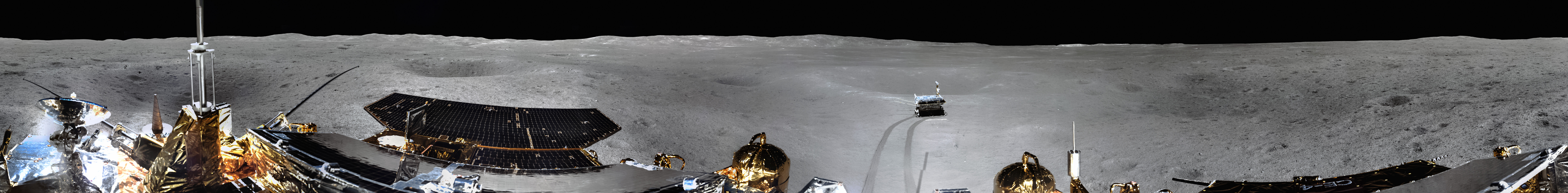
Panorama del lugar de alunizaje de Chang'e-4 en la cara oculta de la Luna.

Yutu (en chino 玉兔, en español: Conejo de Jade) es un vehículo lunar de 1,5 metros de largo, con un peso de 120 kilogramos diseñado para explorar la superficie de la Luna durante unos tres meses, como parte de la misión Chang'e 3.
Actualmente está funcionando un astromóvil gemelo, llamado Yutu 2, dedicado a estudiar el entorno del cráter Von Kármán en la cara oculta de la Luna.

## Objetivo
El objetivo oficial de la misión era lograr la primera exploración de China de alunizaje suave y errante en la Luna, así como demostrar y desarrollar tecnologías clave para futuras misiones.
El programa de exploración lunar china se dividió en tres fases operativas principales: 
- Orbitando (Chang'e 1 y Chang'e 2)[3][4]
- Alunizaje (Chang'e 3 y Chang'e 4)[5][6]
- Muestra de retorno (Chang'e 5)[7]